# La Piovra 2-10
La Piovra is een dubbelalbum  met de soundtrack van de Italiaanse miniserie La piovra. De muziek is gemaakt en uitgevoerd door Ennio Morricone.

## Nummers
La Piovra 2:
- Mille Echi (03:22)
- Ombre E Tentacoli ** (06:12)
- Agguato (05:06)
- Tentativo D'Amore (05:12)
- Ricordo D'Infanzia ** (02:13)
- Ricatto ** (03:01)
- Canzone Per La Sera (03:52)
- Groviglio Di Sospetti ** (05:05)
- Notturno Per Una Città (04:50)
- Morale (02:10)
- La Morale Dell'Immorale (04:30)
- Droga E Sangue ** (05:06)

La Piovra 3/4:
- Arresto (02:34)
- Per Een-na * (02:34)
- Ascolta * (00:48)
- Nel Covo (02:15)
- Intimamente (Voce: Edda Dell'Orso) (3:17)
- Esther (04:02)
- Una Pietra Sopra * (03:23)
- Per Een-na (2 Version) (02:28)

- Strana Bambina (Voce: Edda Dell'Orso) (3:56)
- Una Pietra Sopra (2nd Version) (03:22)
- Intimamente (2nd Version) * (03:16)
- Morte Di Un Giusto (02:05)
- Troppo Tardi (03:23)
- Concentrazione (03:19)
- Silenzi Dopo Silenzi (03:30)

La Piovra 5:
- My Heart And I (Canta Amii Stewart) (5:12)
- Giustizia (02:42)
- Stazione Di Palermo (02:30)
- Contro Tutti (02:39)
- Giustizia (Organo Solo) ** (02:35)*

La Piovra 6:
- Inizio Del Caso * (05:34)
- Tentacolare * (05:02)
- Con Tenerezza * (02:22)

La Piovra 7:
- Disperatamente * (03:54)
- Serenamente * (02:17)
- Dolore dell'anima (Voce: Edda Dell'Orso) * (04:27)

La Piovra 10:
- Una Antica Storia * (03:15)
- Sacralmente (Organo Solo) * (01:36)
- Requiem (Finale) * (04:22)

## Trivia
De score van seizoen 8 & 9, "Prequel" is niet gemaakt door Morricone, maar werd gedirigeerd door Paolo Buonvino.